# Aster des Alpes
Aster alpinus
Espèce
Classification phylogénétique
L'Aster des Alpes ou Reine-marguerite des Alpes (Aster alpinus) est une espèce de plantes à fleurs de la famille des Asteraceae et du genre Aster.

## Description

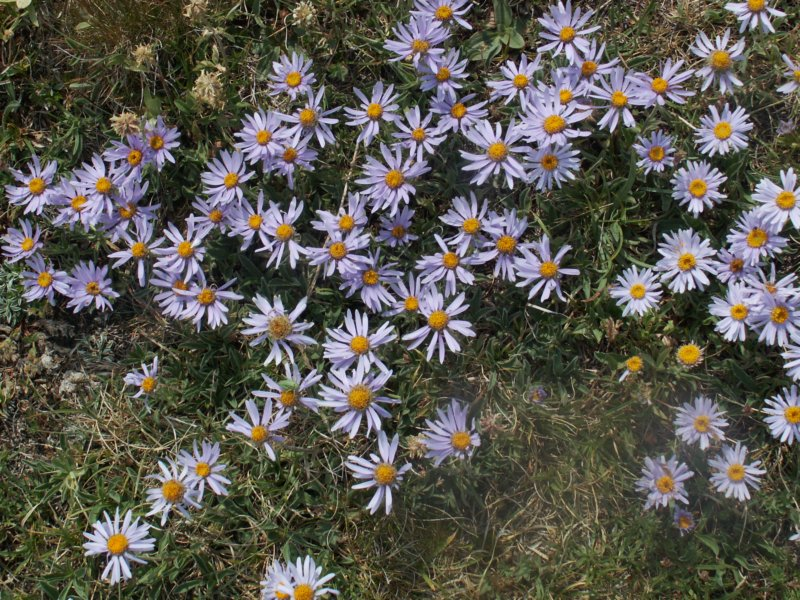
Asters des Alpes.

C'est une plante herbacée vivace haute de 5 à 25 cm dont les tiges dressées portent un seul capitule vivement coloré.

## Habitat
Aster alpinus apprécie le soleil sur des pelouses caillouteuses sèches ou dans des bois clairs. Elle peut approcher l'altitude de 3 000 m. Elle fleurit de juin à septembre.
Elle est considérée comme plante indicatrice des milieux neutrophiles.

## Statut
En France, cette espèce est protégée en région Franche-Comté (Article 1). Elle ne figure pas dans la Liste des espèces menacées UICN.
En Suisse l’Aster des Alpes ne figure pas dans la Liste Rouge 2016. Cependant elle bénéficie d’un statut régional, selon la Liste Rouge 2019 elle est vulnérable dans la région biogéographique du Jura. Elle bénéficie d’une protection totale dans les cantons de Neuchâtel, Obwald, Soleure, Schwytz, Vaud et Appenzell Rhodes intérieures. La protection est partielle dans les cantons de Berne, Fribourg, Glaris Uri, Argovie et Saint-Gall. 
C’est une espèce caractéristique selon les Objectifs environnementaux pour l'agriculture.

## Espèce proche
Aster pyrenaeus, endémique des Pyrénées, assez rare.

## Sous-espèce
- Aster alpinus subsp. cebennensis (Braun-Blanq.) Braun-Blanq., 1952. L'Aster des Cévennes ou Aster des Causses, endémique des pelouses calcaires des Grands Causses dans le sud du Massif central.